# Vera Danchakoff
Vera Mikhaïlovna Danchakoff , née Grigorevskaya à Saint-Pétersbourg le 21 mars 1879, morte à Lausanne le 22 septembre 1950, est une anatomiste, biologiste cellulaire et embryologiste russe, pionnière de l'endocrinologie sexuelle embryonnaire. En 1908, elle est la première femme de l'Empire russe à être nommée professeure et se spécialise dans la recherche sur les cellules souches. Elle émigre aux États-Unis en 1915 où elle devient l’une des principales défenseures de l’idée selon laquelle tous les types de cellules sanguines se développent à partir d’un seul type de cellule. Certains la surnomment «la mère des cellules souches». Après la Révolution russe, elle retourne en URSS pour poursuivre ses recherches.

## Formation
Vera Danchakoff est née à Saint-Pétersbourg où ses parents voulaient qu'elle étudie la musique ou le dessin. Déterminée à faire autrement, elle quitte la maison pour obtenir un diplôme en sciences naturelles avant de s'inscrire à l'Université de Lausanne où elle obtient un Doctorat en Médecine. Elle soutint sa thèse en 1906,,. De retour en Russie, elle obtiendra aussi un diplôme de médecine russe à l'Université de Kharkov devenant alors la première femme à obtenir un doctorat en sciences médicales à l'Académie de médecine de Saint-Pétersbourg, première faculté de médecine russe pour femmes.

## Vie privée et engagement politique
Vera Danchakoff se marie et a une fille, Vera Evgenevna, née en 1902 à Zurich, qui poursuivra des études à l'Université de Columbia et épousera le mathématicien Mikhaïl Lavrentiev,,. Très indépendante, Vera Danchakoff divorce puis adopte un petit garçon vaudois.
En 1915, elle émigre aux États-Unis où elle est active politiquement, écrivant comme correspondante au journal moscovite Utro Rossi (Matin russe) de New York. Elle participe à faire connaître publiquement les difficultés des scientifiques soviétiques travaillant en Russie pendant et après la Grande Guerre puis la Révolution bolchevique. Pendant la famine russe de 1921-1922, Vera Danchakoff lance un appel pour que des colis alimentaires soient envoyés en Russie. Bien qu'ils soient éminents et connus internationalement, ces scientifiques sont dépeints comme des «parasites et des fainéants» et mouraient de faim. À New York, Vera Danchakoff et son mari font partie d'une importante communauté d’émigrés russes et organisent régulièrement des soirées privées. Vera Danchakoff, pianiste hors-pair, participe ainsi aux soirées musicales organisées par les chanteurs Juan et Olga Codina. Elle s'occupe d'ailleurs de leur fille Lina lorsque ces derniers partent pour de longues tournées – Lina devait plus tard épouser Serge Prokofiev.

## Carrière scientifique
En 1908, Vera Danchakoff devient professeure adjointe en histologie et en embryologie à l'Université de Moscou, devenant ainsi la première femme à devenir professeure en Russie,. En 1915, elle émigre aux États-Unis où elle travaille d'abord à l'Institut Rockefeller pour la recherche médicale à New York, puis rejoint le Collège des médecins et chirurgiens de l'Université Columbia alors dirigé par Thomas Hunt Morgan. Elle est instructrice en anatomie à une époque où les femmes commencent à peine à être admises comme étudiantes.

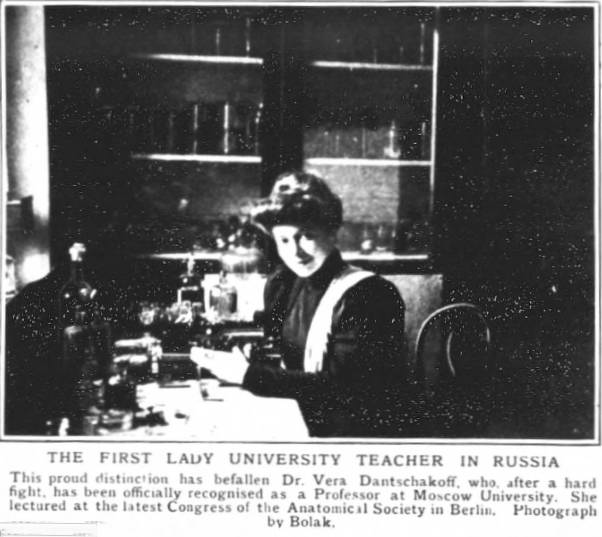
Vera Danchakoff, professeure à l'Université de Moscou, 1908

En 1919, Vera Danchakoff est nommée professeur titulaire d'anatomie au Collège des médecins et chirurgiens de Columbia. En 1934, elle quitte Columbia pour rejoindre jusqu'en 1937 le département d'histologie et d'embryologie de l'université lituanienne des sciences de la santé. En 1938, elle mène d'importantes expériences consistant à exposer des fœtus de cobayes femelles à la testostérone. Elle démontre pour la première fois que cela peut donner lieu à une augmentation du comportement sexuel masculin à l'âge adulte,.
Durant sa carrière, Vera Danchakoff effectuera de nombreuses navettes entre les laboratoires américains, soviétiques et suisses. 

### Reconnaissance posthume
Dans son discours d'ouverture de 2001 au Forum sur la leucémie aiguë, Marshall Lichtman a décrit la présentation faite par Vera Danchakoff en 1916 comme une «conférence extraordinaire» et a estimé que «le reste du siècle a été consacré à préciser les détails de [ses] découvertes expérimentales !». Par exemple, c'est dans un des articles écrits par Vera Danchakoff que le terme «cellule souche» est apparu pour la première fois : « ces cellules souches se développent d'une part en petits lymphocytes, et d'autre part en granulocytoblastes, puis en granulocytes». Il a maintenant été confirmé que les cellules souches hématopoïétiques donnent naissance à toutes les autres cellules sanguines.

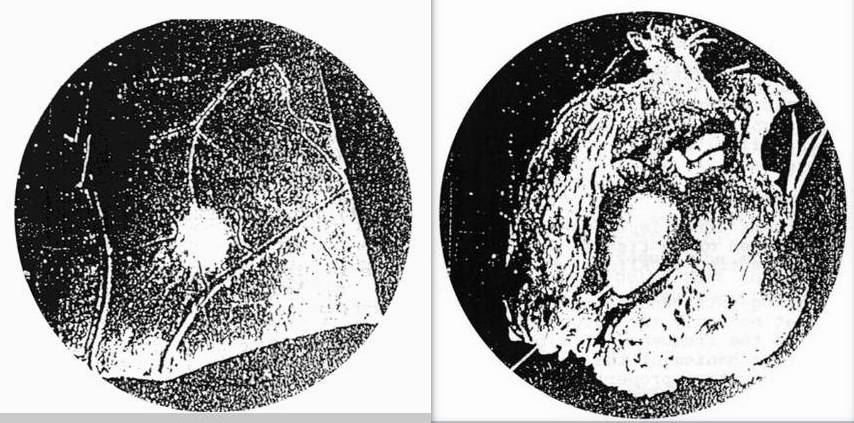
Photographies publiées par Vera Danchakoff dans American Journal of Anatomy (1916). À gauche : suspension de cellules de la rate appliquée sur la membrane allantoïde d'un embryon de poulet. À droite : la rate du même embryon de poulet après 17 jours. Notez l'induction spécifique de la croissance de la rate.

C'est pour toutes ces raisons que Vera Danchakoff a parfois été appelée la «mère des cellules souches »,. Cependant, en termes de terminologie réelle, en 1909, Alexander A. Maximow a écrit en allemand sur «Stammzelle» pour le même concept dans son article « Le lymphocyte comme cellule souche, commune à différents éléments sanguins dans le développement embryonnaire et pendant la vie post-fœtale des mammifères » (traduction anglaise).
En 1916, Vera Danchakoff et James Bumgardner Murphy ont fait des observations pertinentes en dévoilant avoir découvert que lorsqu'un embryon de poulet est injecté avec des lymphocytes adultes, la rate augmenterait considérablement de volume. Avec d’autres types de cellules, cela ne se produisait pas. Les explications de Murphy et Danchakoff sur cet effet étaient erronées, mais leurs observations ont conduit bien longtemps après leurs premières expérimentations à améliorer la compréhension de la migration des lymphocytes et de la maladie du greffon contre l'hôte.

### Publications
On doit à Vera Danchakoff la publication de nombreux ouvrages et articles scientifiques,,. Elle a laissé une littérature scientifique intéressant plusieurs domaines dont le la formation du sang et ses éléments cellulaires, la continuité de la lignée germinale chez les Vertébrés, et la détermination du sexe chez les l'embryon des reptiles, des oiseaux et des mammifères.
- Le sexe : rôle de l'hérédité et des hormones dans sa réalisation, 1949.
- Effets des substances chimiques cancérigènes sur les cobayes gravides et leurs fruits, 1950.